# Nadłaźce
Nadłaźce – polana w Pieninach Właściwych. Na poziomicowej mapie Geoportalu ma nazwę Podłaźce, podobnie na mapie turystycznej i w przewodniku Józefa Nyki. Jednak środkowa część polany zarosła lasem i w 2020 roku są to już dwie odrębne polany. Dla dolnej polany mapa lotnicza Geoportalu podaje nazwę Podłazcze, górna jest bez nazwy, ale w niektórych pracach naukowych ma nazwę Nadłaźce.
Polana Nadłaźce (w większości źródeł opisywana jako Podłaźce) położona jest na wysokości około 470–540 m na średnio stromym stoku opadającym ku południowemu zachodowi do Wąwozu Sobczańskiego. Tuż obok wschodniego i południowego obrzeża polany prowadzi zielony szlak turystyczny. Szlak ten wyznaczono w 1906 r., ale dokumenty wspominają, że chodzono tędy już w 1864 r. Odcinek obok polany ma postać schodków z ułożonych poprzecznie drewnianych belek.
Z polany dobrze widoczna jest Podskalnia Góra. Dawniej była to polana intensywnie wykorzystywana przez mieszkańców Sromowiec Niżnych jako pastwisko oraz pole orne. Obecnie polana jest koszona przez Pieniński Park Narodowy aby nie zarosła lasem.
W 2016 r. zna Nadłaźcach znaleziono brodawkowca czystego (Pseudoscleropodium purum), rzadki gatunek mchów podlegających ochronie.
Polana znajduje się na obszarze Pienińskiego Parku Narodowego, u południowych podnóży Masywu Trzech Koron, w Sromowcach Niżnych, w województwie małopolskim, w powiecie nowotarskim, w gminie Czorsztyn

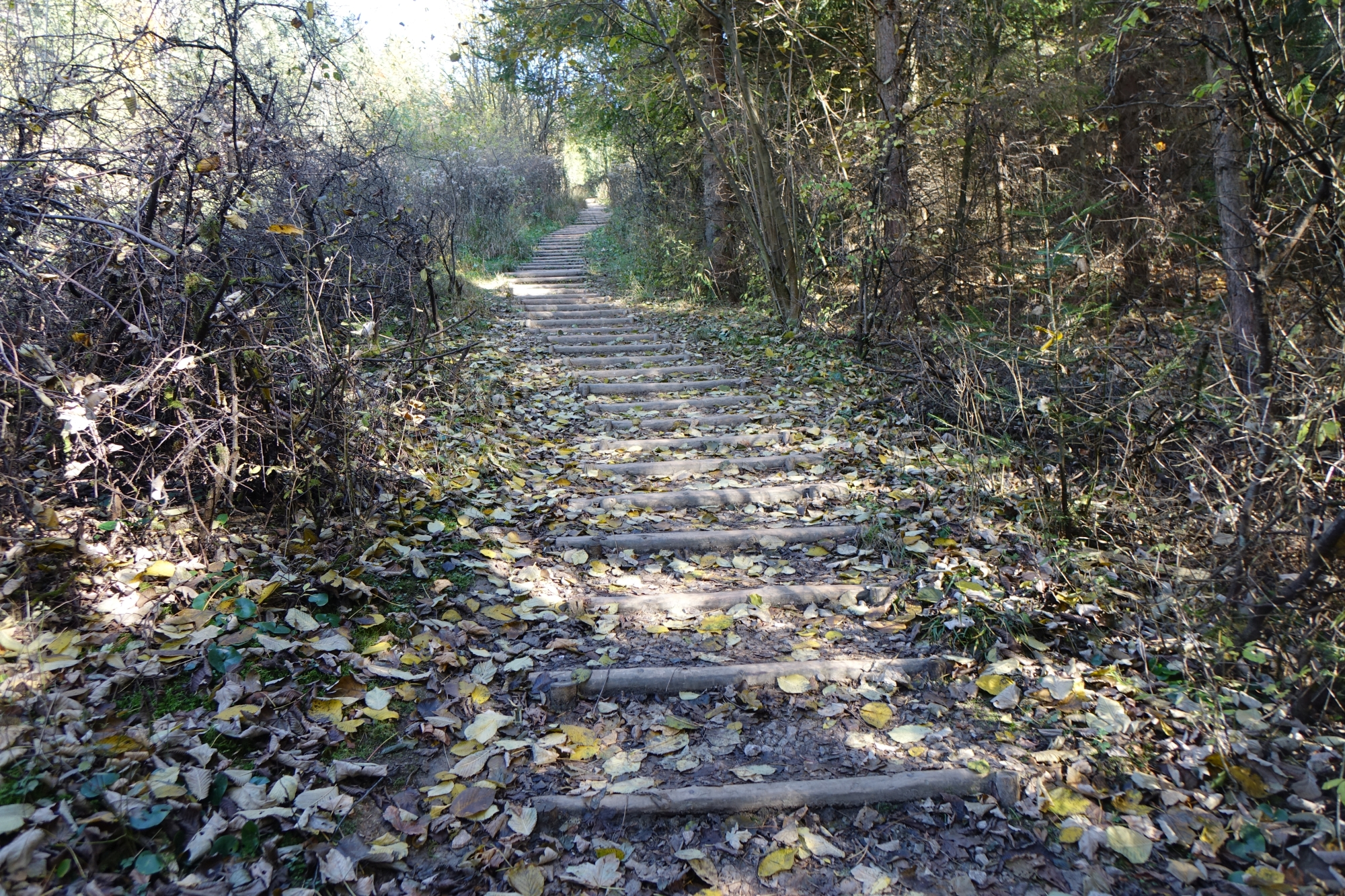
Szlak turystyczny obok polany
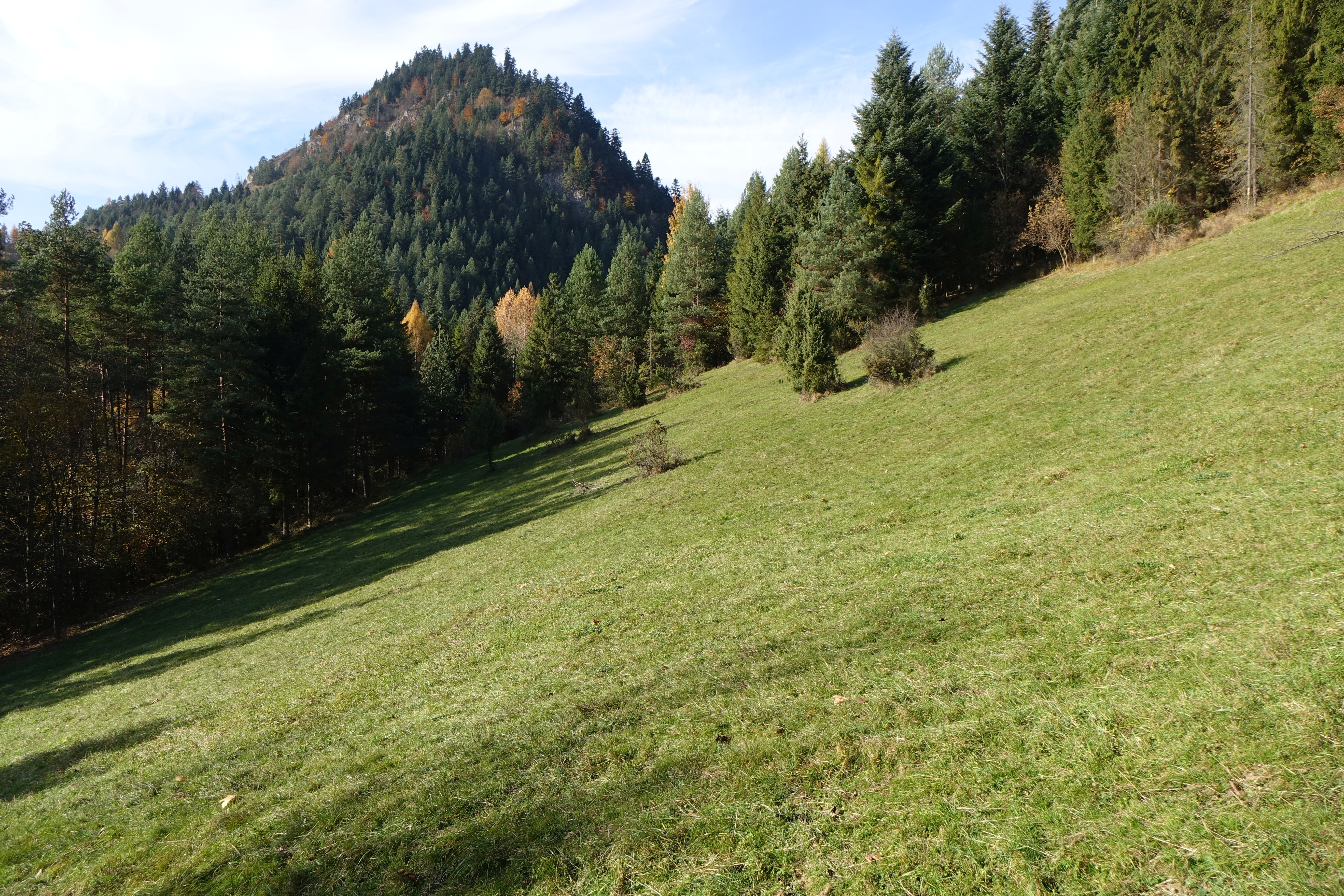
Nadłaźce i Podskalnia Góra

## Szlak turystyki pieszej
wylot Wąwozu Szopczańskiego – Podłaźce – Wyżni Łazek – polana Kosarzyska. Tu skrzyżowanie ze szlakiem niebieskim prowadzącym głównym grzbietem Masywu Trzech Koron i Pieninek.